# The Eclipse (タイのテレビドラマ)
『The Eclipse』（タイ語: คาธ The Eclipse）は、カナパン・プイトラクーン (ファースト) とタナワット・ラッタナキットパイサーン (カオタン) が主演する、2022年に放送されたタイのテレビドラマシリーズで、Praptによる小説『คาธ』を原作としている。
Tanwarin Sukkapisitが監督し、GMMTVがAll This Entertainmentと共同制作した本作は、2021年12月1日にGMMTVによって開催された「GMMTV 2022 Borderless」のイベントにて2022年放送予定の22のドラマ プロジェクトの1つとして紹介された。タイでは2022年8月12日から、GMM 25で毎週金曜日の20:30 (ICT)に、オンライン配信サービスであるViuで同日22:30 (ICT) に配信された。日本では2022年8月26日よりTELASAにて配信された。

## キャスト

### 主演
- アック：カナパン・プイトラクーン (ファースト)
- アーヤン：タナワット・ラッタナキットパイサーン（カオタン）

### 助演
- カンロン役：トライ・ニムタワット（ニオ）
- トゥアプー役：タナウィン・ティーラプーコーソン（ルイス）

### 脇役
- ワスワット役：チャヤポン・ジュターマー（エージェー）
- ナモ役：パウィン・クーラカーラニャウィット
- サニ役：パチャトン・タナワット (プローイパット)
- メス役：タナブーン・キエットニラン (ウー)
- ワリー役：Inthira Charoenpura (Sine)
- ジャムナン役：Chavitpong Pusomjitsakul (Pak)
- ジャムノン役：Vitsarut Suwinijjit (Tee)
- チャードック役：Vacharakiat Boonphakdee (Yai)

## オリジナルサウンドトラック
| 曲名                 | アーティスト | 備考  |
| -------------------- | ------------ | ----- |
| คลาด (OVER THE MOON) | カオタン     | [ 5 ] |

## タイでの評価
- 以下の表では、青文字が最低の評価を表し、赤文字が最高の評価を表します。

| EP.  | 放送時間( UTC+07:00 ) | 放送日              | 評価  | 備考  |
| ---- | --------------------- | ------------------- | ----- | ----- |
| 1    | 金曜日 20:30          | 2022 年 8 月 12 日  | 0.051 | [ 6 ] |
| 2    | 金曜日 20:30          | 2022 年 8 月 19 日  | 0.040 | [ 7 ] |
| 3    | 金曜日 20:30          | 2022 年 8 月 26 日  |       |       |
| 4    | 金曜日 20:30          | 2022 年 9 月 2 日   |       |       |
| 5    | 金曜日 20:30          | 2022 年 9 月 9 日   |       |       |
| 6    | 金曜日 20:30          | 2022 年 9 月 16 日  |       |       |
| 7    | 金曜日 20:30          | 2022 年 9 月 23 日  |       |       |
| 8    | 金曜日 20:30          | 2022 年 9 月 30 日  |       |       |
| 9    | 金曜日 20:30          | 2022 年 10 月 7 日  |       |       |
| 10   | 金曜日 20:30          | 2022 年 10 月 14 日 |       |       |
| 11   | 金曜日 20:30          | 2022 年 10 月 21 日 |       |       |
| 12   | 金曜日 20:30          | 2022 年 10 月 28 日 |       |       |
| 平均 | 平均                  | 平均                | – 1   | – 1   |

^1 エピソードごとの平均評価に基づく。